# Гайдай Леонід Йович
Гайда́й Леоні́д Йо́вич (30 січня 1923, Свободний, Амурська область — 19 листопада 1993, Москва, Росія) — радянський кінорежисер, кіносценарист, актор, Народний артист РРФСР (1974), народний артист СРСР (1989) українського походження.
Автор таких популярних кінокомедій, як «Кавказька полонянка», «Операція И» та ін.
Детективна кінокомедія Леоніда Гайдая — «Діамантова рука» з Юрієм Нікуліним посіла перше місце у прокаті. Новела «Вождь червоношкірих» стала шедевром радянської комедії. Три фільми з десятки найкасовіших, знятих кіностудією «Мосфільм», — справа рук Гайдая.

## Життєпис
Народився  30 січня 1923 року.
Батько відомого радянського режисера Леоніда Гайдая Йов Сидорович Гайдай (1886—1965) народився у селі (на той час хуторі) Оріхівщина. Швидше за все він належав до відомого роду Гайдаїв, корені якого перепліталися зі славним козацьким родом Горленків, дворянськими родами Домонтовичів і Пультроків.

## Сім'я
- Батько — Йов Сидорович Гайдай, українець (1886—1965), службовець залізниці, уродженець Полтавщини (народився на х. Оріхівщина), гуморист, був людиною богатирського складу.
- Мати — Марія Іванівна, походила з Рязанської області Росії.
- Сестра — Августа
- Брат — Олександр (1919—1994).
- Дружина — актриса Ніна Гребешкова.
- Донька — Оксана.

Згодом сім'я переїхала в Читу, де прожила деякий час, а потім в Приангар'я, в залізничне селище Глазково Іркутської області Росії. Навчався в Іркутській залізничній школі № 42.
Леонід Гайдай брав участь у Другій світовій війні, був тяжко поранений, після чого його комісували. У 1947 році закінчив театральну студію при Іркутському обласному театрі, грав у ньому, у 1949 році вступив на режисерський факультет ВДІК, який закінчив у 1955 році. Сценарії до своїх фільмів Леонід Гайдай майже завжди писав самостійно. Багато фраз із гайдаївських кінокомедій стали крилатими. У 1983—1989 рр. Гайдай знімав переважно сюжети для кіножурналу «Фитиль».
Помер 19 листопада 1993 року у віці 70 років. Похований на Кунцевському кладовищі у Москві.

## Вшанування пам'яті
Google 30 січня 2013 виставив святковий Doodle приурочений 90-річчю від дня народження Леоніда Гайдая. Окремі букви традиційного Google були замінені на портрет режисера, а також зображення героїв його комедій Боягуза, Бовдура і Бувалого.

## Фільмографія
- 1955 — Ляна (актор, роль Олексія)
- 1956 — Довгий шлях
- 1958 — Вітер (актор, роль Науменка)
- 1958 — Жених з того світу
- 1960 — Тричі воскреслий (актор, роль винахідника)
- 1961 — Пес Барбос і незвичайний крос (актор, роль Медмедя, вирізаний епізод)
- 1961 — Самогонники (актор, роль дружини "Бувалого" вирізаний епізод)
- 1961 — У дорозі (актор, роль Толі)
- 1963 — Ділові люди
- 1965 — Операція «И» та інші пригоди Шурика
- 1967 — Кавказька полонянка, або Нові пригоди Шурика
- 1968 — Діамантова рука (актор, роль алкоголіка, якого забирає міліція)
- 1971 — 12 стільців (актор, роль архіваріуса Варфоломія Коробейникова)
- 1973 — Іван Васильович змінює професію
- 1975 — Не може бути!
- 1977 — Ризик - благородна справа (актор, роль режисера на зйомках фільму)
- 1978 — Інкогніто з Петербурга
- 1978 — По вулиці комод водили (художній керівник)
- 1980 — За сірниками
- 1982 — Спортлото-82
- 1985 — Небезпечно для життя!
- 1989 — Приватний детектив, або Операція «Кооперація»
- 1992 — На Дерибасівській гарна погода, або На Брайтон-Біч знову йдуть дощі (роль божевільного ігромана у казино)